# Championnats du monde de taekwondo 2011
Les Championnats du monde de taekwondo 2011 se déroulent du 1er au 6 mai à Gyeongju (Corée du Sud).
16 épreuves de taekwondo figurent au programme, huit masculines et huit féminines, et classées par catégories de poids.

## Podiums

### Hommes
| Catégorie             | Or                   | Argent                   | Bronze              |
| --------------------- | -------------------- | ------------------------ | ------------------- |
| Poids Fin (–54 kg)    | Chutchawal Khawlaor  | Park Ji-Woong            | Seïfoulla Magomedov |
| Poids Fin (–54 kg)    | Chutchawal Khawlaor  | Park Ji-Woong            | Meisam Bagheri      |
| Poids mouche (–58 kg) | Joel González        | Rui Braganca             | Wei Chen Yang       |
| Poids mouche (–58 kg) | Joel González        | Rui Braganca             | Gabriel Mercedes    |
| Poids coq (–63 kg)    | Lee Dae-hoon         | Michael Harvey           | Nacha Punthong      |
| Poids coq (–63 kg)    | Lee Dae-hoon         | Michael Harvey           | Le Huynh Chau       |
| Poids plume (–68 kg)  | Servet Tazegül       | Mohammad Bagheri Motamed | Rohullah Nikpai     |
| Poids plume (–68 kg)  | Servet Tazegül       | Mohammad Bagheri Motamed | Martin Stamper      |
| Poids léger (–74 kg)  | Alireza Nasr Azadani | Patiwat Thongsalap       | Ismaël Coulibaly    |
| Poids léger (–74 kg)  | Alireza Nasr Azadani | Patiwat Thongsalap       | Rıdvan Baygut       |
| Poids Welter (–80 kg) | Farzad Abdollahi     | Yunus Sarı               | Issam Chernoubi     |
| Poids Welter (–80 kg) | Farzad Abdollahi     | Yunus Sarı               | Ramin Azizov        |
| Poids moyens (–87 kg) | Yousef Karami        | Cha Dong-min             | Jon García          |
| Poids moyens (–87 kg) | Yousef Karami        | Cha Dong-min             | Carlo Molfetta      |
| Poids lourds (+87 kg) | Jo Chol-ho           | Akmal Irgashev           | Kourosh Rajoli      |
| Poids lourds (+87 kg) | Jo Chol-ho           | Akmal Irgashev           | Andreas Stylianou   |

### Femmes
| Catégorie             | Or                   | Argent         | Bronze                 |
| --------------------- | -------------------- | -------------- | ---------------------- |
| Poids Fin (–46 kg)    | Kim So-hui           | Li Zhaoyi      | Rukiye Yıldırım        |
| Poids Fin (–46 kg)    | Kim So-hui           | Li Zhaoyi      | Sümeyye Manz           |
| Poids mouche (–49 kg) | Wu Jingyu            | Yang Shu-Chun  | Brigitte Yagüe         |
| Poids mouche (–49 kg) | Wu Jingyu            | Yang Shu-Chun  | Sanaa Atabrour         |
| Poids coq (–53 kg)    | Ana Zaninović        | Lamyaa Bekkali | Hatice Kübra Yangın    |
| Poids coq (–53 kg)    | Ana Zaninović        | Lamyaa Bekkali | Lee Hye-young          |
| Poids plume (–57 kg)  | Hou Yuzhuo           | Jade Jones     | Marlène Harnois        |
| Poids plume (–57 kg)  | Hou Yuzhuo           | Jade Jones     | Lim Su-jeong           |
| Poids léger (–62 kg)  | Rangsiya Nisaisom    | Marina Sumić   | Karine Sergerie        |
| Poids léger (–62 kg)  | Rangsiya Nisaisom    | Marina Sumić   | Dürdane Altunel        |
| Poids Welter (–67 kg) | Sarah Stevenson      | Guo Yunfei     | Hwang Kyung-seon       |
| Poids Welter (–67 kg) | Sarah Stevenson      | Guo Yunfei     | Helena Fromm           |
| Poids moyens (–73 kg) | Gwladys Épangue      | Oh Hye-ri      | Milica Mandić          |
| Poids moyens (–73 kg) | Gwladys Épangue      | Oh Hye-ri      | Anastasia Baryshnikova |
| Poids lourds (+73 kg) | Anne-Caroline Graffe | An Sae-bom     | Rosana Simón           |
| Poids lourds (+73 kg) | Anne-Caroline Graffe | An Sae-bom     | Olga Ivanova           |

## Tableau des médailles
| Rang  | Nation                 | Or | Argent | Bronze | Total |
| ----- | ---------------------- | -- | ------ | ------ | ----- |
| 1     | Corée du Sud           | 3  | 4      | 3      | 10    |
| 2     | Iran                   | 3  | 1      | 2      | 6     |
| 3     | Chine                  | 2  | 2      | 0      | 4     |
| 4     | Thaïlande              | 2  | 1      | 1      | 4     |
| 5     | France                 | 2  | 0      | 1      | 3     |
| 6     | Royaume-Uni            | 1  | 2      | 1      | 4     |
| 7     | Turquie                | 1  | 1      | 4      | 6     |
| 8     | Croatie                | 1  | 1      | 0      | 2     |
| 9     | Espagne                | 1  | 0      | 3      | 4     |
| 10    | Maroc                  | 0  | 1      | 2      | 3     |
| 11    | Taipei chinois         | 0  | 1      | 1      | 2     |
| 12    | Portugal               | 0  | 1      | 0      | 1     |
| 12    | Ouzbékistan            | 0  | 1      | 0      | 1     |
| 14    | Russie                 | 0  | 0      | 3      | 3     |
| 15    | Allemagne              | 0  | 0      | 2      | 2     |
| 16    | Afghanistan            | 0  | 0      | 1      | 1     |
| 16    | Azerbaïdjan            | 0  | 0      | 1      | 1     |
| 16    | Canada                 | 0  | 0      | 1      | 1     |
| 16    | Chypre                 | 0  | 0      | 1      | 1     |
| 16    | République dominicaine | 0  | 0      | 1      | 1     |
| 16    | Italie                 | 0  | 0      | 1      | 1     |
| 16    | Mali                   | 0  | 0      | 1      | 1     |
| 16    | Serbie                 | 0  | 0      | 1      | 1     |
| 16    | Viêt Nam               | 0  | 0      | 1      | 1     |
| Total | Total                  | 16 | 16     | 32     | 64    |

## Classement des équipes
| Rank | Team | Points |
| ---- | ---- | ------ |

| Rank | Team | Points |
| ---- | ---- | ------ |